# KTR Kupplungstechnik
KTR Kupplungstechnik GmbH är ett tyskt företag som utvecklar och tillverkar axelkopplingar. 
Företaget har 20  dotterbolag världen över och även egna tillverkningsenheter i Tyskland, USA, Kina, Indien och Polen. Utöver egna dotterbolag finns cirka 40 distributörer världen över, där det svenska KTR Sverige AB är lokaliserat i Sollentuna.

## Historia
Ägare alltsedan starten är till 100% familjen Tacke. Familjen Tacke har varit verksam på orten Rheine, beläget i nordvästra Tyskland, sedan slutet på 1800-talet med olika slag av mekanisk tillverkning. 1935 utvecklade och patenterades stål bågtandkopplingen av F. Tacke. Under 1950-talet kom nylon att bli ett användbart konstruktionsmaterial och bågtandkopplingen Bowex® utvecklades och lade grunden för företaget KTR som grundades 1959. År 1966 lanserades klokopplingen Rotex® och har sedan starten sålts i miljontals exemplar och har fått en efterföljare i precisionskopplingen Rotex®GS för drifter med mycket höga krav på precision i rörelsen.